# 2014–2015-ös spanyol labdarúgó-bajnokság (első osztály)
A 2014–2015-ös La liga (Liga BBVA néven is ismert szponzorációs okokból) a spanyol labdarúgó-bajnokság 84. szezonja. A bajnokság 2014. augusztus 23-án kezdődött és 2015. május 24-én ért véget. A 2014-2015-ös szezon bajnokcsapata a Atlético Madrid lett. A bajnokság 38 fordulóból áll.

## Csapatok
Mindig 20 csapat indul ebben a ligában, és ebből 17 bent is marad, a maradék három csapat pedig a spanyol másodosztály-ban folytatja pályafutását. Mivel három csapat kiesik, pótolni kell őket. Tehát a spanyol másodosztály bajnoka és a második helyezés biztos feljutó, míg a harmadiknak és a negyediknek rájátszást kell játszaniuk. Ez úgy megy, hogy mindkét csapat vendégként és otthon is megküzd az ellenfél csapatával, és akinek összesítettben jobb eredmény jön ki, az feljut az elsőosztályba. A 2013–2014-es szezon kiesői az Osasuna, a Valladolid és a Betis. A feljutók pedig a 2013–2014-es spanyol másodosztály bajnoka az Eibar, a bajnokság másod helyezettje, a Deportivo, és a rájátszás győztese, az Córdoba CF csapata lett.

## Klub információk
| Csapat             | Város                  | Stadion                  | Stadion Befogadó képessége |
| ------------------ | ---------------------- | ------------------------ | -------------------------- |
| Almería            | Almería                | Estadio del Mediterráneo | 22 000                     |
| Athletic Club      | Bilbao                 | San Mamés                | 53 332                     |
| Atlético de Madrid | Madrid                 | Vicente Calderón         | 54 851                     |
| Barcelona          | Barcelona              | Camp Nou                 | 99 354                     |
| RC Celta de Vigo   | Vigo                   | Balaídos                 | 31 800                     |
| Córdoba CF         | Córdoba                | Estadio Nuevo Arcángel   | 15 425                     |
| Deportivo          | A Coruña               | Riazor Stadion           | 34 600                     |
| Eibar              | Eibar                  | Ipurua Municipal Stadium | 5 250                      |
| Elche              | Elche                  | Martínez Valero          | 36 017                     |
| Espanyol           | Barcelona              | Cornellà-El Prat         | 40 500                     |
| Getafe             | Getafe                 | Coliseum Alfonso Pérez   | 17 700                     |
| Granada            | Granada                | Nuevo Los Cármenes       | 22 524                     |
| Levante            | Valencia               | Ciutat de València       | 25 534                     |
| Málaga             | Málaga                 | La Rosaleda              | 30 044                     |
| Rayo Vallecano     | Madrid                 | Campo de Vallecas        | 15 489                     |
| Real Madrid        | Madrid                 | Santiago Bernabéu        | 85 454                     |
| Real Sociedad      | Donostia-San Sebastián | Anoeta                   | 32 076                     |
| Sevilla FC         | Sevilla                | Ramón Sánchez Pizjuán    | 45 500                     |
| Valencia CF        | Valencia               | Mestalla                 | 55 000                     |
| Villarreal         | Villarreal             | El Madrigal              | 24 890                     |

## Személyi állomány és szponzorok
| Csapat              | Elnök                      | Vezetőedző              | Kapitány           | Márka   | "Kis Szponzorok "                          |
| ------------------- | -------------------------- | ----------------------- | ------------------ | ------- | ------------------------------------------ |
| Almería             | Alfonso García Gabarrón    | Francisco Rodríguez     | Corona             | Nike    | Urcisol.com                                |
| Athletic Bilbao     | Josu Urrutia               | Ernesto Valverde        | Carlos Gurpegui    | Nike    | Petronor & BBK                             |
| Atlético Madrid     | Enrique Cerezo             | Diego Simeone           | Gabi               | Nike    | Azerbaijan                                 |
| Barcelona           | Josep Maria Bartomeu       | Luis Enrique            | Xavi               | Nike    | Qatar Airways, UNICEF                      |
| Celta de Vigo       | Carlos Mouriño             | Eduardo Berizzo         | Borja Oubiña       | Adidas  | Citroën, Estrella Galicia                  |
| Córdoba             | Carlos González            | Albert Ferrer           | Abel Gómez         | Acerbis | RD Impagos                                 |
| Deportivo La Coruña | Constantino Fernández Pico | Víctor Fernández        | Manuel Pablo       | Lotto   | Estrella Galicia Abanca                    |
| Eibar               | Alex Aranzabal             | Gaizka Garitano         | Txema Añibarro     | Hummel  | Hierros Servando                           |
| Elche               | José Sepulcre              | Fran Escribá            | Sergio Mantecón    | Kelme   | Gioseppo                                   |
| Espanyol            | Ramón Condal               | Sergio González Soriano | Sergio García      | Puma    | Power8                                     |
| Getafe              | Ángel Torres               | Luis García Plaza       | Jaime Gavilán      | Joma    | Confremar, IG Markets                      |
| Granada             | Ángel Torres               | Cosmin Contra           | Jaime Gavilán      | Joma    | Tecnocasa Group                            |
| Levante             | Quico Catalán              | Joaquín Caparrós        | Diego Mainz        | Joma    | Solver Sports Capital                      |
| Málaga              | Sheikh Abdullah Al Thani   | Javi Gracia             | Duda               | Nike    | UNESCO                                     |
| Rayo Vallecano      | Raúl Martín Presa          | Paco Jémez              | Roberto Trashorras | Erreà   | AE — Adquisiciones Empresariales and Nevir |
| Real Madrid         | Florentino Pérez           | Carlo Ancelotti         | Iker Casillas      | Adidas  | Fly Emirates                               |
| Real Sociedad       | Jokin Aperribay            | Jagoba Arrasate         | Xabi Prieto        | Adidas  | Kutxa QBAO.com                             |
| Sevilla             | José María del Nido        | Unai Emery              | Federico Fazio     | Warrior | Malaysia                                   |
| Valencia            | Amadeo Salvo               | Nuno Espírito Santo     | Dani Parejo        | Adidas  | La Caixa Gol Televisión                    |
| Villarreal          | Fernando Roig Alfonso      | Marcelino García Toral  | Bruno Soriano      | Xtep    | Pamesa Cerámica                            |

## Végeredmény
| #   | Csapat                 | M   | GY | D  | V   | G+ – G– | GK  | P  | Megjegyzések       |
| --- | ---------------------- | --- | -- | -- | --- | ------- | --- | -- | ------------------ |
| 1.  | BarcelonaCV (B)        | 38  | 30 | 4  | 4   | 110–21  | +89 | 94 | BL–csoportkör      |
| 2.  | Real Madrid            | 38  | 30 | 2  | 6   | 118–38  | +80 | 92 | BL–csoportkör      |
| 3.  | Atlético Madrid        | 38  | 23 | 9  | 6   | 67–29   | +38 | 78 | BL–csoportkör      |
| 4.  | Valencia               | 38  | 22 | 11 | 5   | 70–32   | +38 | 77 | BL–rájátszás       |
| 5.  | Sevilla                | 38  | 23 | 7  | 8   | 71–45   | +26 | 76 | EL–csoportkör      |
| 6.  | Villarreal             | 38  | 16 | 12 | 10  | 48–37   | +11 | 60 | EL–rájátszás       |
| 7.  | Athletic Bilbao        | 38  | 15 | 10 | 13  | 42–41   | +1  | 55 | EL–3. selejtezőkör |
| 8.  | Celta Vigo             | 38  | 13 | 12 | 13  | 47–44   | +3  | 51 |                    |
| 9.  | Málaga                 | 38  | 14 | 8  | 16  | 42–48   | −6  | 50 |                    |
| 10. | Espanyol               | 38  | 13 | 10 | 15  | 47–51   | −4  | 49 |                    |
| 11. | Rayo Vallecano         | 38  | 15 | 4  | 19  | 46–68   | −22 | 49 |                    |
| 12. | Real Sociedad          | 38  | 11 | 13 | 14  | 44–51   | −7  | 46 |                    |
| 13. | Elche (K)              | 38  | 11 | 8  | 19  | 35–62   | −27 | 41 | Segunda División   |
| 14. | Levante                | 38  | 9  | 10 | 19  | 34–67   | −33 | 37 |                    |
| 15. | Getafe                 | 38  | 10 | 7  | 21  | 34–64   | −30 | 37 |                    |
| 16. | Deportivo de La Coruña | 38  | 7  | 14 | 17  | 35–60   | −25 | 35 |                    |
| 17. | Granada                | 38  | 7  | 14 | 17  | 29–64   | −35 | 35 |                    |
| 18. | Eibar                  | 38  | 9  | 8  | 21  | 34–55   | −21 | 35 |                    |
| 19. | Almería (K)            | 238 | 8  | 8  | 222 | 35–64   | −29 | 32 | Segunda División   |
| 20. | Córdoba (K)            | 38  | 3  | 11 | 24  | 22–68   | −46 | 20 | Segunda División   |

Forrás: soccerway.com 
A rangsorolás alapszabályai: 1. összpontszám, 2. egymás elleni eredmények összpontszáma, 3. egymás elleni eredmények gólkülönbsége, 4. egymás elleni eredmények szerzett góljainak száma, 5. gólkülönbség, 6. szerzett gólok száma.
(B): Bajnokcsapat, (K): Kieső csapat, (F): Feljutó csapat, (I): Kupainduló, (R): A rájátszás győztese, (KGY): Kupagyőztes